# Ercole Gallegati
Ercole Gallegati (21. listopadu 1911 Faenza - 19. srpna 1990 Castel San Pietro Terme) byl italský zápasník velterové a později střední váhy.
Začínal jako sedmnáctiletý v klubu Faenza Sportiva, v roce 1943 přestoupil do Gruppo sportivo dei Vigili del Fuoco di Roma. Za italskou reprezentaci nastoupil na 43 mezinárodních akcích. Startoval na čtyřech olympiádách: v roce 1932 získal bronzovou medaili v řeckořímském zápase, v roce 1936 byl šestý v řeckořímském zápase a sedmý ve volném stylu, v roce 1948 obsadil v soutěži klasiků třetí místo a v roce 1952 skončil šestý. Mistrovství Evropy v zápasu se zúčastnil pětkrát: v roce 1931 byl pátý, v roce 1934 vybojoval bronz, v letech 1937, 1939 a 1947 obsadil pokaždé čtvrté místo. Také nastoupil na mistrovství světa v zápasu řecko-římském 1950, kde skončil na osmé příčce. V rozmezí let 1931 až 1956 získal třicet titulů zápasnického mistra Itálie, jedenáct ve volném a devatenáct v klasickém stylu. Byl mu udělen Řád zásluh o Italskou republiku.
Po ukončení kariéry se stal trenérem italské zápasnické federace. Zasedal také v městské radě Faenzy.